# GE Power Conversion
Pour les articles homonymes, voir Conversion.
GE Vernova Power Conversion, anciennement Converteam, est une entreprise française spécialisée dans le domaine de la conversion de l'énergie électrique, filiale de GE Vernova, et basée sur le pôle scientifique et technologique Paris-Saclay.
Sa principale gamme de produits comprend les convertisseurs de puissance, les armoires de contrôle, les moteurs électriques et les générateurs.
En 2011, Converteam est rachetée par le groupe américain General Electric qui lui donne le nom de GE Power Conversion. Elle opère dans l'industrie pétrolière et gazière, les industries de transformation des métaux, le papier, la marine civile et militaire (notamment pour les systèmes de propulsion électrique des navires), la production d'énergie et d'autres secteurs spécialisés,. Les principales unités de l'entreprise se situent en France, en Allemagne, au Royaume-Uni, aux États-Unis et au Brésil.

## Historique

### 2005: filiale d'Alstom puis vente à Barclays
Converteam est une ancienne filiale d'Alstom, Alstom Power Conversion, vendue en 2006 à Barclays Private Equity.
Pierre Bastid, future dirigeant, crée la holding Magenta Participations dès juillet 2004. Celle-ci rachète Alstom Power Conversion en LMBO, pour un montant estimé entre 70 et 160 millions d'euros,, probablement 130 millions d'euros. Ce rachat est effectif le 10 novembre 2005. L'actionnaire est (fr) Barclays Private Equity France. Magenta Participations devient Converteam Group.
Alstom Power Conversion était elle-même issue de Cegelec, anciennement CGEE-Alsthom.
En 2008, l'entreprise avait fait l'objet d'une opération de rachat (pour près de 2 milliards d'euros) entre le fonds d'investissement LBO France, Barclays et l'équipe dirigeante.
Soucieux de conserver l'intégrité de Converteam, Pierre Bastid et Barclays refusent les offres de rachat en provenance d'industriels (GE Transportation qui offrait 2.4 milliards, Emerson), pour privilégier les offres des fonds d'investissement (Eurazeo, 3i, PAI partners et LBO France, qui proposait 1.9 milliard).
Mi-Juin 2008, le nouveau montage financier est révélé :
- LBO France investit dans Converteam à hauteur de 33 % de la valeur de l'entreprise : 1 milliard 940 millions d'euros,
- Le second tiers reste à Barclays PE qui a réinvesti 300 millions d'euros,
- Le dernier tiers est détenu par Pierre Bastid et le management, qui ont réinvesti leur plus-value de 500 millions d'euros dans l'entreprise.

Le chiffre d'affaires 2010 a été de 1,1 milliard d’euros, les commandes se sont élevées à 1,2 milliard d’euros, en progression de 36 % sur l'année précédente.

### 2011: rachat par General Electric
En mars 2011, le groupe américain General Electric rachète 90 % du capital de Converteam pour 2,7 milliards d’euros.
L'entreprise est renommée GE Power Conversion France, rattachée à la branche Energy de GE, désormais GE Power.
En 2017 la branche réalise un chiffre d'affaires de 1,3 milliard d'euros.